# Pete Holmes
Pete Holmes (* 30. března 1979 Boston) je americký komik, herec, scenárista, producent a tvůrce podcastů. Holmes je známý svou veselou povahou, sebeironickým humorem a úvahami o spiritualitě a náboženství, které jsou častými tématy jeho děl.

## Raný život
Peter Benedict Holmes se narodil 30. března 1979 v Bostonu jako syn matky litevské uprchlice a amerického otce irského původu. Má bratra, který skládá hudbu pod přezdívkou Dr. Holmes. Navštěvoval Lexingtonskou střední školu a Gordon College ve Wenhamu ve státě Massachusetts, během níž hrál v punkrockové kapele. Na vysoké škole vystudoval angličtinu a komunikaci a účastnil se improvizační komediální skupiny The Sweaty-Toothed Madmen. Částečně měl na přání své matky v plánu stát se pastorem mládeže. To ustoupilo veřejnému vystupování a jeho láska ke komedii a jeho upadající víra v Boha nakonec zvítězily nad potřebou kázat. Ve svém rodném státě nenašel jako komik příliš velký úspěch, žil ve Sleepy Hollow v New Yorku, než se přestěhoval do Chicaga a poté do Los Angeles.

## Kariéra
Na počátku své kariéry Holmes vystupoval v komediálních vystoupeních s křesťanskou tematikou.
Holmes se objevoval v pořadu Premium Blend na Comedy Central, jako pravidelný diskutér v pořadu Best Week Ever na VH1 a v pořadu All Access rovněž na VH1. Jeho karikatury se objevily v časopise The New Yorker. V roce 2010 vystoupil v New York Stand Up Show Johna Olivera a také v pořadu Late Night with Jimmy Fallon. Dne 26. února 2010 vystoupil se svým prvním televizním speciálem v pořadu Comedy Central Presents. V roce 2011 dvakrát vystoupil v talk show Conan na stanici TBS.
Holmes propůjčil hlas několika postavám v kresleném seriálu Oškliví Američané stanice Comedy Central. V několika televizních reklamách namluvil hlas dítěte společnosti E-Trade a byl uveden jako autor těchto reklam.
Napsal scénář k sitcomu Haló, tady Indie stanice NBC a k sitcomu I Hate My Teenage Daughter stanice Fox.
Své první hudební album Impregnated With Wonder vydal Holms na iTunes 15. listopadu 2011, v roce 2013 vydal druhé album Nice Try, The Devil a v roce 2016 vyšlo třetí album Faces and Sounds. Čtvrté album nazvané Dirty Clean vydal v roce 2019.
Holmes je autorem seriálu HBO Crashing a účinkuje v něm, stal se rovněž scenáristou pilotního dílu.
Dne 14. května 2019 vydal Holmes svou knihu Comedy Sex God, která je popisována jako „částečně autobiografie, částečně filozofické zkoumání a částečně duchovní hledání“.
Dne 29. března 2021 byl Holmes vybrán do hlavní role propuštěného dělníka z automobilky, který se stal profesionálním hráčem bowlingu, v pilotním díle sitcomu Smallwood stanice CBS. V listopadu 2021 CBS oznámila, že sitcom byl přejmenován na How We Roll a že dostala upravenou objednávku na první řadu o 11 epizodách.

## Osobní život
Holmes se oženil se svou první ženou, když mu bylo 22 let. O 6 let později se pár rozvedl. Koncem roku 2017 se Holmes oženil s Valerií Chaneyovou, v září 2018 se páru narodila dcera Lila Jane.
Pete Holmes je vegan.